# صبحي عبد الحميد
صبحي عبد الحميد (31 كانون الثاني 1924 - 14 كانون الثاني 2010)، سياسي عراقي ووزير خارجية (1963) ومن ثم وزيراً للداخلية (1964).

## الولادة والنشأة
ولد في بغداد لأبوين عراقيين عربيين ينتميان إلى عشيرة العبيد. وكان والده ضابطا في الجيش العراقي، انتمى إليه في 6 كانون ثاني 1921.

## خدماته العسكرية
تخرج من الكلية العسكرية العراقية في حزيران 1948.
تخرج من كلية الأركان العراقية بدرجة امتياز (أ) في حزيران 1955 وحصل على قدم لمدة سنتين.
شغل، بعد تخرجه، منصب ضابط ركن ثالث حركات في مقر الفرقة الثالثة.
التحق بكلية الأركان الإنكليزية في كامبرلي بتاريخ 17 كانون ثاني 1957، وتخرج منها في تشرين أول سنة 1957.
عـُيّن أستاذا في كلية الأركان العراقية في كانون أول 1957.
انتمى إلى منظمة الضباط الأحرار في العراق في تشرين ثاني 1952، وكان برتبة ملازم أول ويشغل منصب نائب مساعد في فوج الحرس الملكي الأول.
التحق بعدة دورات عسكرية، وكان الأول في دورات الاستخبارات والتعبية الصغرى والأسلحة الخفيفة.
أصبح عضوا في الحلقة الوسطية (القيادة البديلة) لمنظمة الضباط الأحرار في أواخر سنة 1957 وهو برتبة رائد ركن.
عند قيام ثورة 14 تموز 1958، كان يومها في الأردن مع كلية الأركان العراقية في زيارة للحدود الأردنية الإسرائيلية.
عاد إلى العراق في 28 تموز 1958 واستـُخدم ضابط ركن في مقر القيادة العامة للقوات المسلحة وكان القائد العام زعيم الثورة عبد الكريم قاسم.
اعتـُقل ليلة 8/9 آذار سنة 1959 بعد حركة عبد الوهاب الشواف في الموصل.
اُطلِـق سراحه من التوقيف في 11 تموز 1959 واُعيد تعيينه استاذا في كلية الأركان العراقية.
رُفع إلى رتبة مقدم ركن في 14 تموز 1960، وإلى رتبة عقيد ركن في 14 تموز 1964.
شكـّل مع رفاق له قيادة جديدة لتنظيم الضباط الأحرار في أيلول 1960 هدفها الأطاحة بحكم عبد الكريم قاسم الذي انحرف عن أهداف ثورة 14 تموز. مهدت هذه القيادة الطريق لثورة 14 رمضان (8 شباط 1963) التي شارك فيها.
عـُيّن بمنصب مدير الحركات العسكرية في 10 شباط 1963.

## عمله السياسي
كان له دور بارز ومهم في حركة 18 تشرين 1963، فعُيـّن على إثرها وزيرا للخارجية.
شارك مشاركة فعالة في ابرام اتفاقية مجلس الرئاسة المشترك مع الشقيقة مصر ثم في ابرام اتفاقية القيادة السياسية الموحدة معها.
عُيـّن وزيرا للداخلية العراقية في وزارة طاهر يحيى الثالثة في 14 تشرين ثاني 1964.
استقال من الوزارة في 30 حزيران 1965.
كان عضوا في اللجنة التنفيذية للاتحاد الاشتراكي العربي الذي تشكل في 14 تموز 1964. وبعد انهيار الاتحاد الاشتراكي في تموز 1965، شكل مع رفاق له الحركة العربية الاشتراكية وانتـُخب أمينا عاما لها، ثم أمينا عاما لحزب الوحدة.
لجأ إلى مصر بعد قيام انقلاب 17 تموز 1968، حيث تعرض هناك إلى محاولة اغتيال فاشلة سنة 1972، دبرها مدير الأمن العراقي ـ في حينها ـ ناظم كزار الذي أرسل إلى القاهرة أناس لاغتياله مع ستة من رفاقه السياسيين.
عاد إلى العراق سنة 1975 حيث اعتزل العمل السياسي.
عاد للنضال السياسي بعد 9 نيسان 2003، وشكـّل مع رفاق له حركة التيار القومي العربي، هدفها النضال ضد الاحتلال والزمرة التي جاء بها مع دباباته وسلمها حكم العراق. وهي حركة تؤمن بوحدة العراق وهويته العربية.
و تهدف الحركة إلى استعادة استقلال العراق وكرامته وحريته والحفاظ على وحدة الشعب العراقي وهويته العربية، والنضال ضد الفدرالية والأقاليم التي ينادي بها بعض من تولى الحكم بعد الاحتلال.
توفي في الرابع والعشرين من كانون الثاني 2010.

## مؤلفاته
له مؤلفات كثيرة أهمها:
- معارك العرب الحاسمة (أعيد طبعه أربع مرات).
- أسرار ثورة 14 تموز 1958 (أعيد طبعه مرتين).
- نظرات في الحرب الحديثة.
- تنظيمات الجيش العربي في صدر الدولة العباسية (بالاشتراك مع ضباط أخرى ن).
- معركتنا مع الصهيونية (محاضرة ألقاها في مقر اتحاد الطلبة الفلسطيني ببغداد) نشرها الاتحاد بكراس.
- مقالات عسكرية وسياسية نشرها في المجلة العسكرية ومجلة الركن والصحف العراقية والعربية.
- مذكرات صبحي عبد الحميد: العراق في سنوات الستينيات 1960-1968.[2]